# 2015 HQ171
2015 HQ171 est un astéroïde géocroiseur de la famille Apollon d'environ 15 mètres de diamètre qui s'est approchée à 460 000 kilomètres (1,2 fois la distance Terre-Lune) de la Terre le 2 mai 2015 à 3 h 51.